# Pietàkapelle (Ostbevern)
Die Pietàkapelle ist eine 1904 errichtete neogotische Backsteinkapelle in der Bauerschaft Lehmbrock von Ostbevern. Sie dient der örtlichen Fronleichnamsprozession als zweite Segensstation und wurde 1984 von der Flurbereinigung Ostbevern neu errichtet.

## Beschreibung

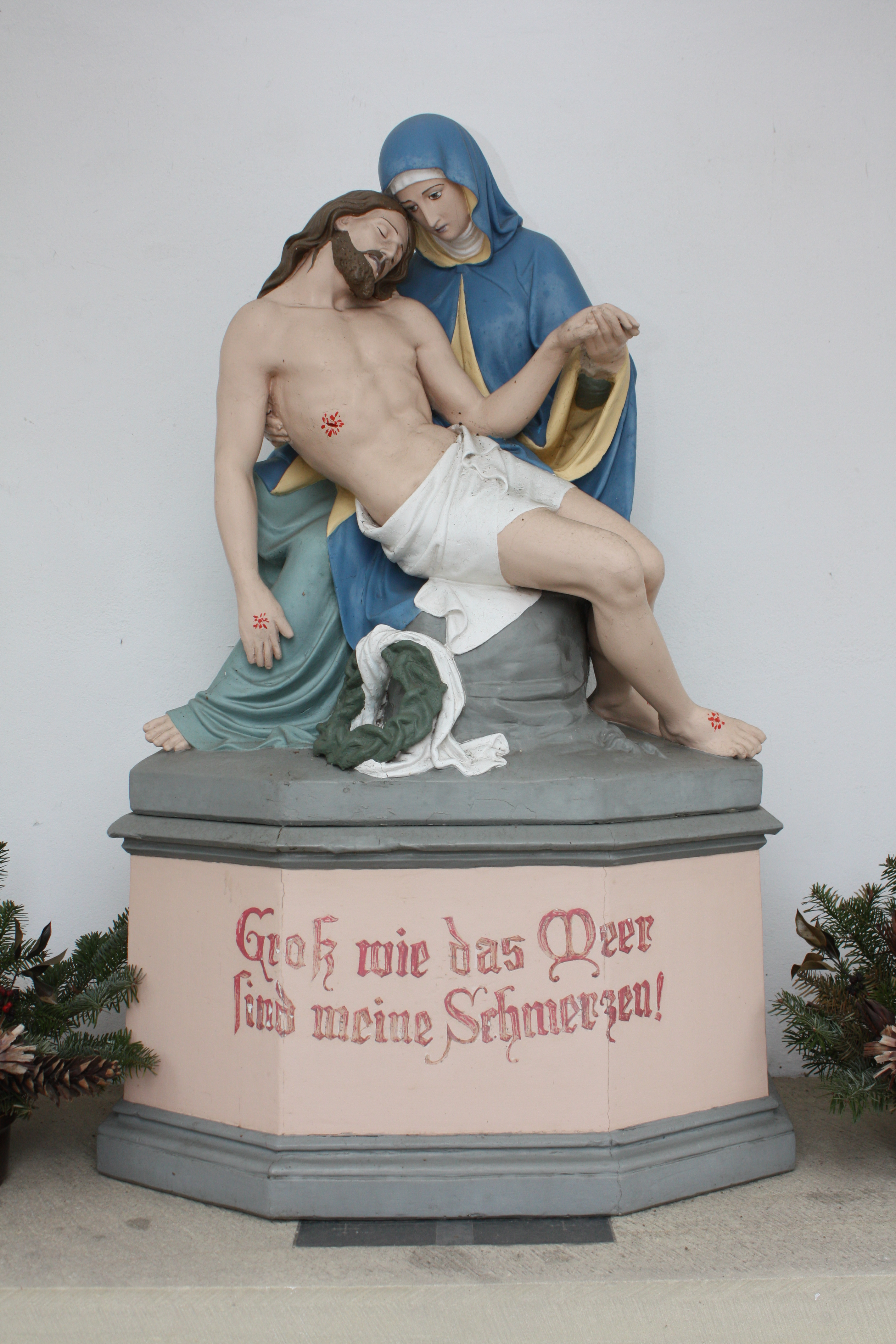
Pietà im Inneren der Kapelle

Die Kapelle steht zu Beginn des Nordrings an der Weggabelung zum ersten Feldweg. Sie ist circa drei Meter hoch und besteht aus dunkelrotem Backstein. Das Gebäude ist durch ein schlichtes Satteldach eingedeckt.
In dem Gebäude steht eine Pietà im Nazarenerstil. Ursprünglich wurde sie flankiert von zwei Engeln mit einem Schweißtuch und der Inschrift „Groß wie das Meer sind meine Schmerzen“, die heute nicht mehr vorhanden sind. Auf dem altarähnlichen Block, der den Bildstock trägt, steht geschrieben: „Schmerzhafte Mutter, bitte für uns! Bernhard Gr. Hokamp, Anna Gr. Hokamp geb. Wulfers 1904“.
Auf der rechten Seite, unterhalb des Fensters ist ein Sandstein angebracht mit folgender Inschrift:

„Errichtet 1904 von den Eheleuten Bernhard u. Anna Große Hokamp. Versetzt und restauriert 1986 von den Teilnehmergemeinschaft der Flurbereinigung Ostbevern zum Abschluß der Flurneuordnung.“

## Geschichte
Die Kapelle wurde von den Eheleuten Große Hokamp 1904, im Jahr ihrer Hochzeit, gestiftet. Vorher hatte an der Stelle ein Holzkreuz mit Korpus gestanden, das morsch geworden war und auf Anordnung des damaligen Pfarrers beim Osterfeuer verbrannt wurde. 1983 musste die Kapelle wegen der Flurbereinigung in Ostbevern abgerissen werden, wurde 1986 im alten Stil wieder neu errichtet und als Abschluss der Flurbereinigung feierlich neu geweiht.

## Einzelbelege
1. ↑  Vikar Gr. Vorspohl et al.: Wegkreuze und Bildstöcke im Pfarrbezirk St. Ambrosius Ostbevern. Nr. 111